# Friedrich-Wilhelm Krummacher

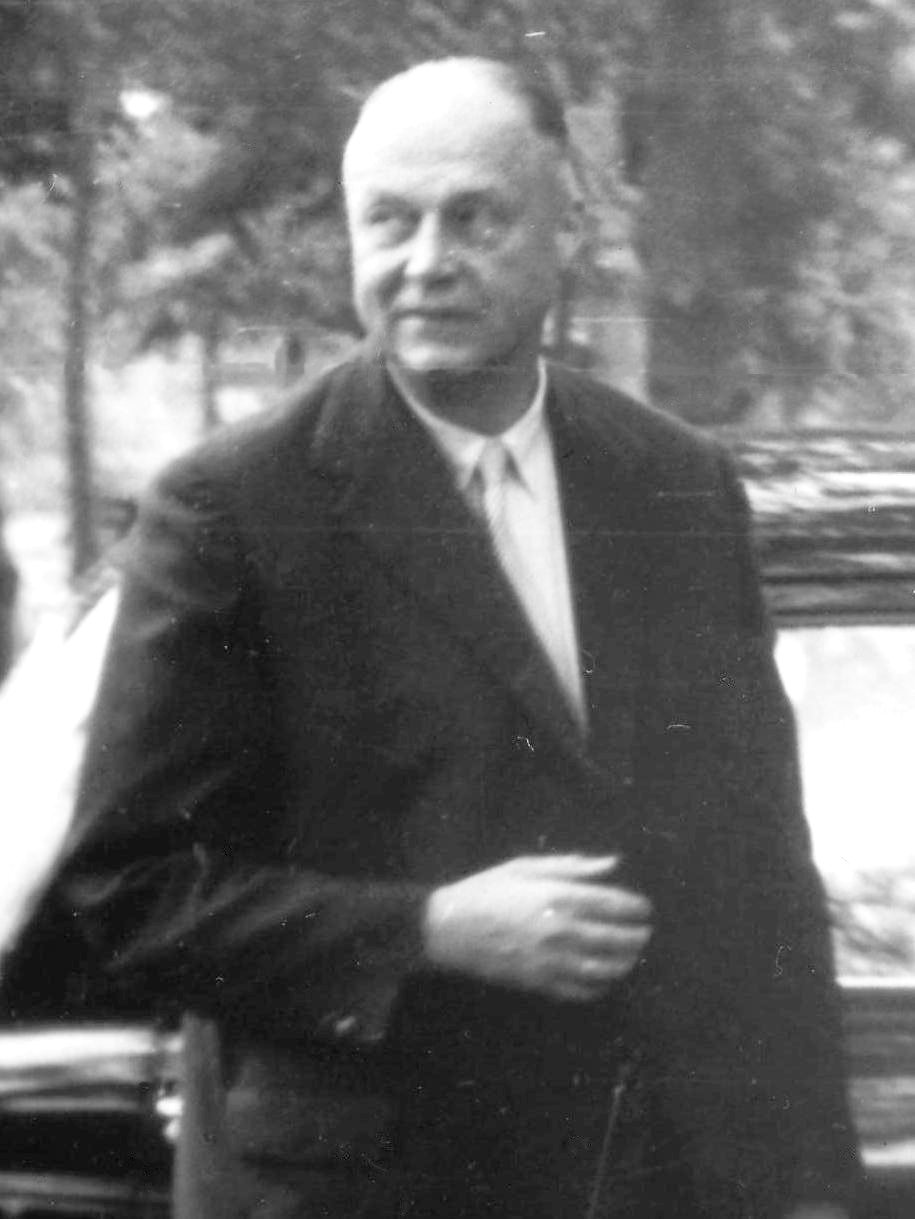
Krummacher 1960

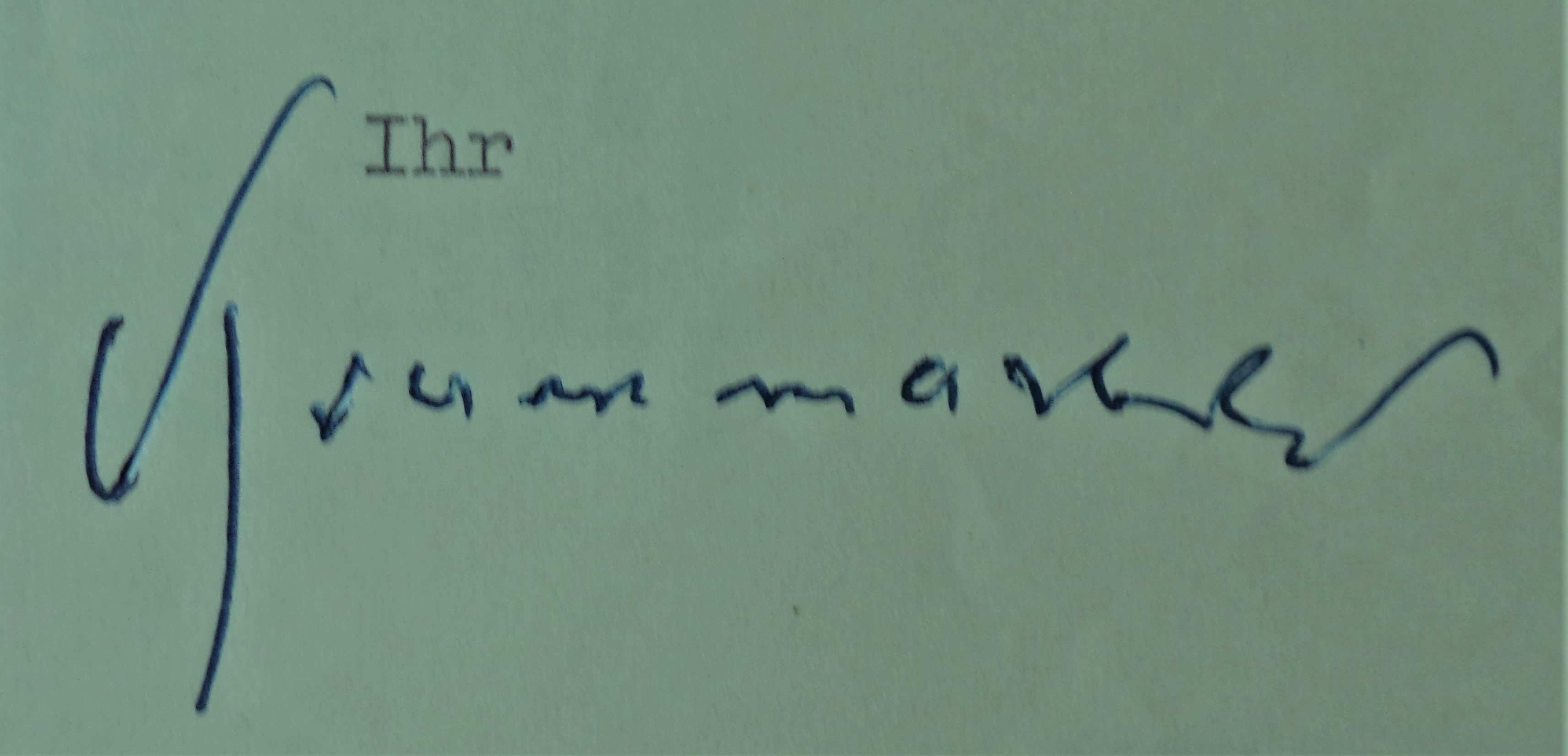
Signatur Krummachers

Friedrich-Wilhelm Gustav Adolf Daniel Theodor Krummacher (* 3. August 1901 in Berlin; † 19. Juni 1974 in Altefähr) war ein evangelischer Theologe und von 1955 bis 1972 Bischof der Pommerschen Evangelischen Kirche.

## Leben

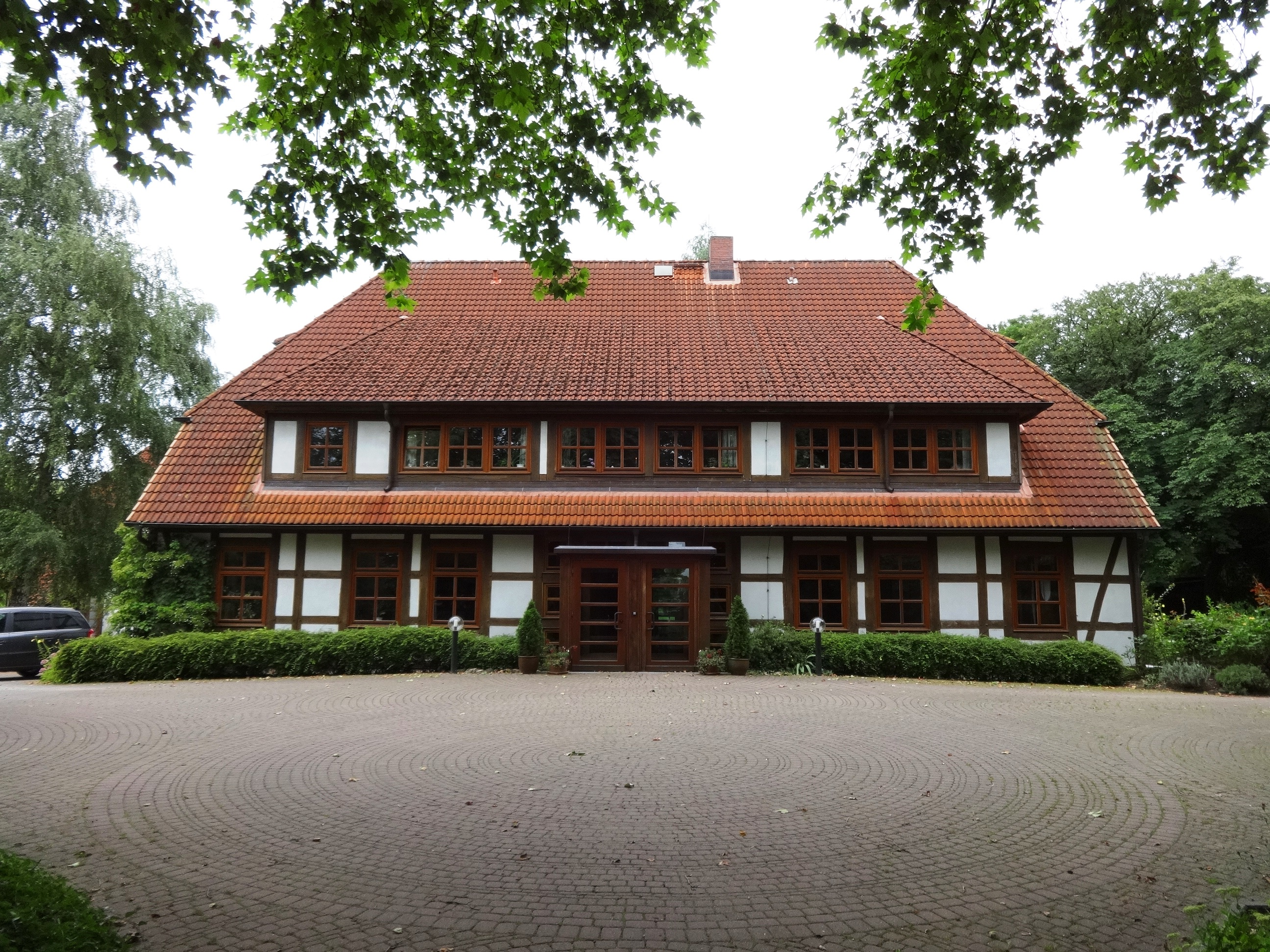
Krummacher-Haus in Weitenhagen

Friedrich-Wilhelm Krummacher war der Sohn des späteren Hofpredigers Theodor Krummacher und dessen Frau Elisabeth, geborene Gräfin von der Goltz. Die Familie Krummacher hatte über Generationen hochrangige Geistliche in Preußen hervorgebracht. Friedrich-Wilhelm Krummacher studierte in Berlin, Tübingen und Greifswald Theologie und schloss sein Studium 1927 mit einer kirchenhistorischen Dissertation über die Niederrheinische Erweckungsbewegung ab. Während seines Studiums wurde er Mitglied der Deutschen Christlichen Studentenvereinigung. Er war 1925 in Berlin ordiniert und danach als Hilfsprediger in Berlin-Wannsee eingesetzt worden. Danach wurde er zum Provinzialvikar der Kurmark berufen, deren Generalsuperintendent Otto Dibelius war. Dibelius wurde später ein wichtiger Förderer und Wegbegleiter von Krummacher. Von 1928 bis 1933 war Krummacher Pfarrer in Essen-Werden.
Zum 1. Mai 1933 trat Krummacher in die NSDAP ein (Mitgliedsnummer 2.916.420) und wurde im gleichen Jahr in das für die Ökumene zuständige Kirchliche Außenamt der Deutschen Evangelischen Kirche berufen, wo er als Kirchenrat für die deutschen evangelischen Auslandsgemeinden in Europa verantwortlich war. Zu Beginn des Zweiten Weltkriegs (1939) wurde Krummacher als Divisionspfarrer zur Wehrmacht einberufen. Im November 1943 geriet er in sowjetische Kriegsgefangenschaft und wurde in das für die Sowjetunion politisch bedeutsame Gefangenenlager Krasnogorsk gebracht. Dort gründeten sich 1943 unter sowjetischer Regie das Nationalkomitee Freies Deutschland und der Bund Deutscher Offiziere. Unter dem Eindruck der verbrecherischen Kriegsführung der Nationalsozialisten schloss sich Krummacher beiden Gruppen an und wurde zum aktiven Mitbegründer des Kirchlichen Arbeitskreises innerhalb des Nationalkomitees. In dieser Rolle und als früherer hoher Kirchenbeamter wurde er von der sowjetischen Führung offensichtlich als künftiger kirchlicher Gewährsmann in der sowjetischen Besatzungszone auserkoren, denn im August 1945 wurde er zusammen mit der sogenannten Gruppe Ulbricht nach Berlin entlassen.
Rückblickend wurde dem Kirchlichen Arbeitskreis vorgeworfen, sich zu sehr der sowjetischen Propaganda angenähert zu haben. Besonders kontrovers wird dabei ein Aufruf an alle (katholischen und evangelischen) Geistlichen in den östlichen Gebieten Deutschlands vom 15. Juli 1944 beurteilt:

„Lasst euch nicht schrecken durch die Angst vor der Roten Armee! Sie kommt nicht als Feind des deutschen Volkes, sondern allein als Feind Hitlers und seiner Trabanten. Gerade als Christen, die schon immer dem Nationalsozialismus ablehnend gegenüberstanden, habt ihr nichts zu befürchten! Sobald die Front über eure Städte und Dörfer hinweggegangen ist, werdet ihr wieder eurer friedlichen Beschäftigung nachgehen. Ihr Pfarrer werdet wieder an den Altären und auf den Kanzeln stehen und ungehindert und in aller Öffentlichkeit euren Seelsorgedienst ausüben. Darum keine Panik! – Gebt beim Herannahen russischer Truppen zu erkennen, daß ihr die friedliche Bevölkerung seid! Geht ihnen mit vorangetragenen Kreuzen oder weissen oder schwarz-weiss-roten Fahnen als Zeichen eurer friedlichen Gesinnung entgegen! Verhindert, dass in eurer Umgebung geschossen wird! Veranlasst die deutschen Soldaten, den Kampf einzustellen und tragt so als Christen zur Vermeidung weiterer sinnloser Blutopfer bei! Verhaltet euch korrekt gegenüber den Besatzungsbehörden und lasst euch durch niemanden zu dem Wahnsinn eines aktiven oder passiven Widerstandes verleiten. Es liegt allein an euch, wie euch die Rote Armee behandelt.“

Krummacher wurde zunächst in eine Pfarrstelle in Berlin-Weißensee und zum Superintendenten für Berlin-Land berufen. 1946 übernahm er das Amt eines Berliner Generalsuperintendenten. Er war nun wieder unter Dibelius tätig, der 1945 Bischof in Berlin-Brandenburg geworden war. Bereits 1945 hatte Krummacher als Mitbegründer die heute noch bestehende evangelische Wochenzeitung Die Kirche ins Leben gerufen. Nachdem die sowjetische Besatzungsmacht in ihrer Zone Internierungslager für politische Häftlinge eingerichtet hatte, bemühte sich Krummacher um die kirchliche Betreuung der Gefangenen.
Als 1954 der Bischof der Pommerschen Evangelischen Kirche von Scheven starb, setzte sich Dibelius, der inzwischen auch Vorsitzender der Kirchlichen Ostkonferenz geworden war, für Krummacher als dessen Nachfolger ein, denn er versprach sich von seinem Zögling einen Gegenpol zum regierungsfreundlichen Thüringer Bischof Moritz Mitzenheim. Am 10. Februar 1955 wurde Krummacher von der pommerschen Synode als Bischof mit Sitz in Greifswald gewählt.

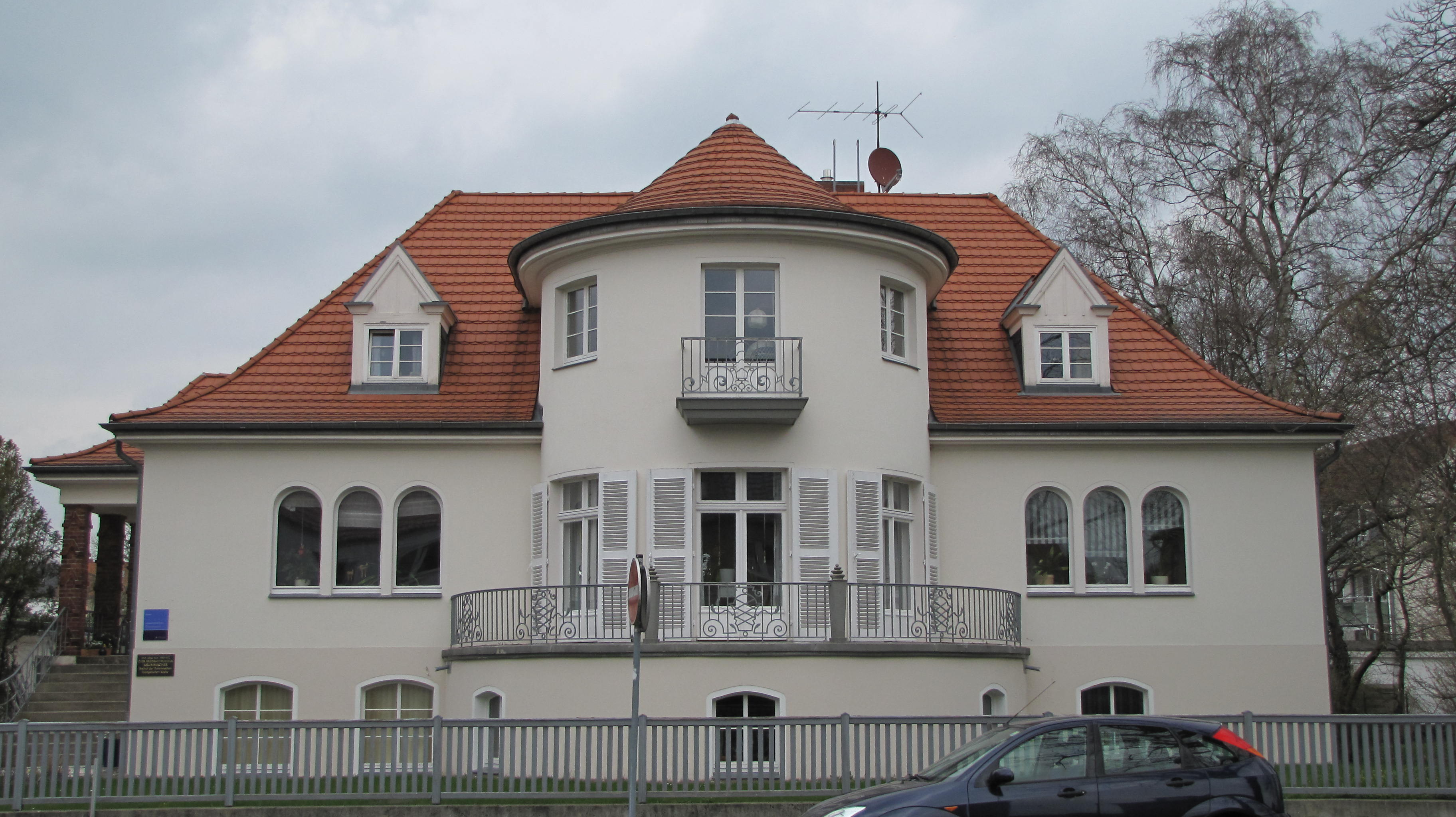
Bischof Krummachers Dienstvilla in Greifswald, Rudolf-Petershagen-Allee 3

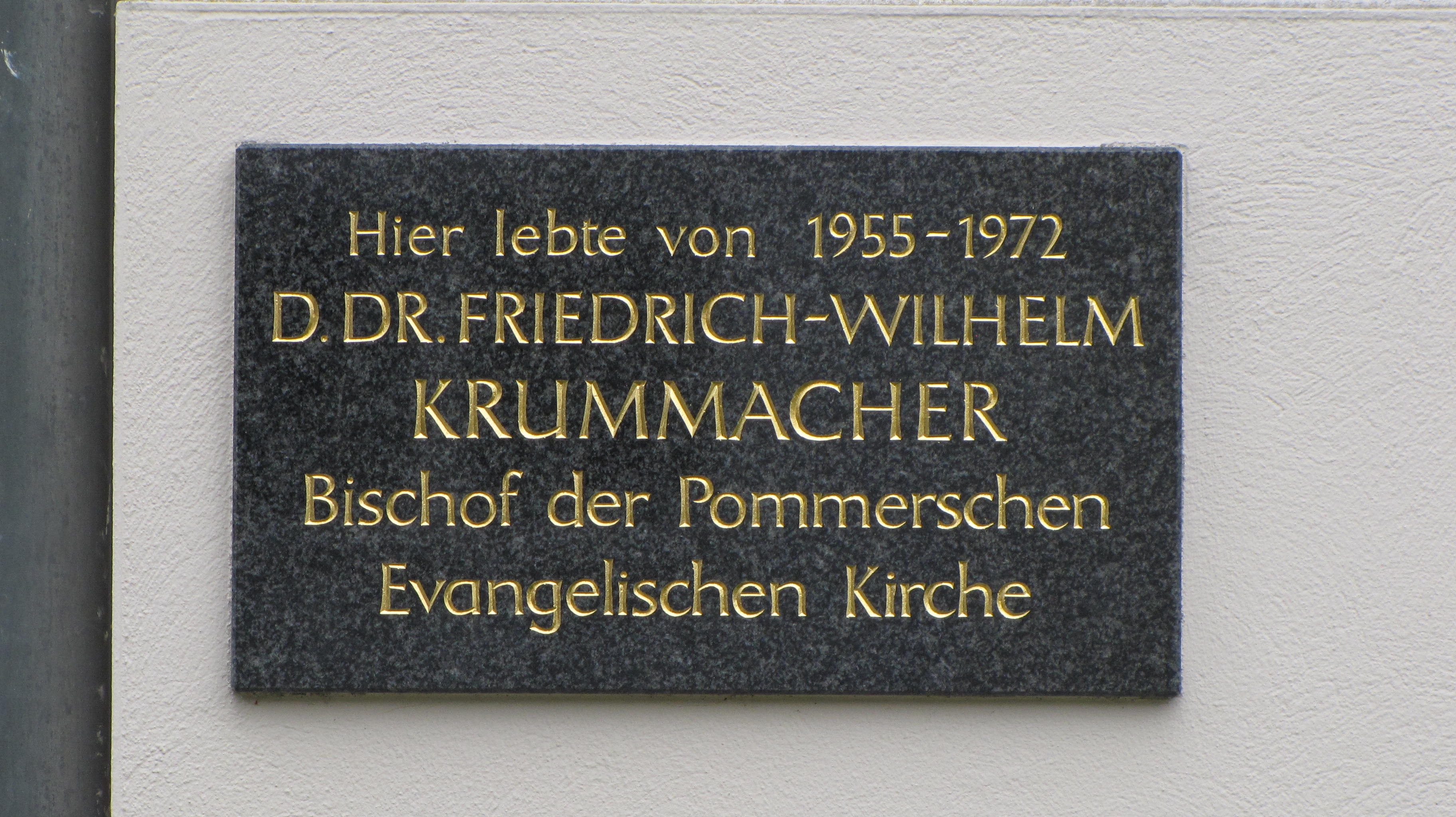
Erinnerungstafel an Bischof Krummacher am Haus Rudolf-Petershagen-Allee 3

Krummachers Amtsantritt fiel zusammen mit der Verschlechterung des Verhältnisses zwischen der DDR-Regierung und den Kirchen, hervorgerufen vor allem durch die Forderung einer Loyalitätserklärung gegenüber dem sozialistischen Staat, der Behinderung der kirchlichen Jugendarbeit und der Einführung der staatlich geförderten Jugendweihe. Im Gegensatz zu Bischof Mitzenheim setzte sich Krummacher in den Gesprächen mit der DDR-Führung vehement für die Unabhängigkeit der DDR-Kirchen und die ungehinderte Religionsausübung ein. Als die Regierung erkannte, dass sich Krummacher entgegen den früheren Hoffnungen nicht für ihre Kirchenpolitik instrumentalisieren ließ, versuchte sie, ihn durch Hetzkampagnen und Schikanen gefügig zu machen, allerdings vergeblich. Auch die Versuche, ihn wegen seiner früheren nationalsozialistischen Haltung zu diskreditieren, blieben fruchtlos. Durch den Staatssicherheitsdienst wurde ein führender Jurist im Greifswalder Konsistorium als Spitzel auf den Bischof angesetzt.
Am 14. Juni 1960 wählten die ostdeutschen Bischöfe Krummacher, wiederum auf Initiative von Dibelius, einstimmig zum neuen Vorsitzenden der Kirchlichen Ostkonferenz. Die DDR-Regierung sah dies als Affront gegen ihren Favoriten Mitzenheim an und weigerte sich lange Zeit, Krummacher als Verhandlungsführer der Kirchen anzuerkennen. Erst als zu erkennen war, dass Mitzenheims Anbiederungskurs und die damit verbundenen Alleingänge zu seiner Isolierung innerhalb der Kirche führten, wurde Krummacher akzeptiert. Dieser spielte inzwischen auch eine bedeutende Rolle in ökumenischen Gremien und war Mitglied des Rates der Evangelischen Kirche in Deutschland (EKD), dem gesamtdeutschen Zusammenschluss aller evangelischen Landeskirchen, geworden. Da die EKD den Souveränitätsbestrebungen der DDR im Wege stand, tat sich ein neues Konfliktfeld auf. In seiner Doppelfunktion als ostdeutscher Kirchenführer und ranghoher gesamtdeutscher Kirchenvertreter geriet Krummacher erneut in ein schwieriges Verhältnis zur DDR-Führung.
Sein konsequentes Eintreten für die kirchliche Einheit über die innerdeutsche Grenze hinweg fand auf kirchlicher Ebene in Ost wie in West breite Unterstützung, sodass er bis 1969 ständig zum Vorsitzenden der Kirchlichen Ostkonferenz, die sich später in Konferenz der evangelischen Kirchenleitungen in der DDR umbenannte, wiedergewählt wurde. Zuletzt hatte er sich vehement gegen eine Abspaltung der DDR-Kirchen von der EKD eingesetzt und mit immer neuen Vorschlägen versucht, die Einheit der evangelischen Kirche zu bewahren. Letztlich konnte er sich nicht gegen die Haltung der neuen Generation der ostdeutschen Kirchenführer durchsetzen, und am 10. Juni 1969 wurde der Bund der Evangelischen Kirchen in der DDR unter Lostrennung von der EKD gegründet. Nachdem Krummacher noch erreicht hatte, dass in die Bundesordnung ein Passus über das „Bekenntnis zur besonderen christlichen Gemeinschaft in Deutschland“ aufgenommen wurde, setzte er sich danach für enge Kontakte zwischen Bund und EKD ein.
1972 ging Krummacher in den Ruhestand und ließ sich in Altefähr auf Rügen nieder. Seine Landeskirche setzte ihm mit dem Friedrich-Wilhelm-Krummacher-Haus, einem kirchlichen Begegnungszentrum in Weitenhagen (bei Greifswald), ein Denkmal.
Mit seiner Frau Helga hatte Krummacher sieben Kinder: Sigrid, Hans-Henrik, Irmtraud, Friedhelm, Helga, Bernd-Dietrich und Christoph.

## Schriften
- Gottfried Daniel Krummacher und die niederrheinische Erweckungsbewegung im 19. Jahrhundert (= Arbeiten zur Kirchengeschichte. Bd. 24, ISSN 1861-5996). de Gruyter, Berlin u. a. 1935.
- als Herausgeber: Ernst Oskar Petras: Lasset euch versöhnen mit Gott. Ein Buch vom Deutschen Evangelischen Kirchentag in Frankfurt am Main. Evangelische Verlags-Anstalt, Berlin 1957.
- Ruf zur Entscheidung. Predigten, Ansprachen, Aufsätze 1944/1945. Dokumente aus dem Arbeitskreis für Kirchliche Fragen beim Nationalkomitee Freies Deutschland. VOB Union Verlag, Berlin 1965.
- Gottes bunte Gnade. Predigten, Bibelarbeiten, Vorträge und Aufsätze. Evangelische Verlags-Anstalt, Berlin 1973.